# Dolly Jones
Dolly Jones Hutchinson (auch Dolly oder Doli Armenra bzw. Armenera, * 27. November 1902 in Chicago als Dolly Jones; † August 1975 in Bronx, New York City) war eine US-amerikanische Jazztrompeterin und Kornettistin.

## Leben und Wirken
Jones stammte aus einer Musikerfamilie in St. Louis und hatte das Trompetespielen bei ihrer Mutter, der Trompeterin Dyer Jones (* ca. 1890)‚ gelernt, die auch Valaida Snow unterrichtete. Ihre Karriere begann sie als Mitglied einer Familienband in St. Louis, die um 1919 mit Josephine Baker auftrat. 1922 spielte sie mit einem Trio in Kansas City; danach zog sie nach Chicago und spielte in einem Trio mit George James und Schlagzeugerin Alice Calloway. Im Mai 1925 wurde sie Mitglied in der Band von Ma Rainey, die im Grand Theater von Chicago auftrat. 1928 ging sie mit Ida Cox auf Tournee. Nach ihrer Heirat mit Jimmy Hutchinson arbeitete sie als Hauptattraktion bei der Pianistin Irene Kitchings, ab Mitte 1931 bei Walter Barnes, bevor sie im Juli 1932 ihre eigene Band, Twelve Spirits of Rhythm, gründete. 1932 arbeitete sie außerdem mit Lil Armstrongs Harlicans. 1933 gehörte sie der Band des Tenorsaxophonisten Jack Bradley und des Trompeters Bobby Booker an, die im Broadway Danceland in New York auftrat.
1937 war Jones Mitglied von Mezz Mezzrows Disciples of Swing, die im Uproar House, New York, auftraten. 1938 kehrte sie nach Chicago zurück, wo sie erneut mit Walter Barnes und Irene Armstrong spielte. Im Februar 1939 leitete sie in Chicago eine Frauenband, im August 1940 spielte sie in New York bei Sammy Price und 1943 in Eddie Durhams All Star Girl Orchestra.
Jones war die erste Trompeterin, die eine Jazzplatte aufnahm; im Bereich des Jazz war sie an zwei Aufnahmesessions beteiligt, 1926 bei Albert Wynn's Gut Bucket Five (u. a. mit Barney Bigard) und 1941 im Stuff Smith Sextett. 1938 wirkte sie (als Doli Armena) in Oscar Micheaux’ Musikfilm Swing! als Solistin im Leon Gross Orchestra mit und spielte „anregende Soli“ in den Titeln China Boy und I May Be Wrong.
Jones verehrte Louis Armstrong und wurde umgekehrt von ihm hoch geschätzt. Sie gewann einen Wettbewerb gegen Roy Eldridge. Doc Cheatham meinte, sie habe das Trompetespielen ernster genommen als mancher männliche Kollege: „Jeder liebte ihr Spiel.“